# Ethausva
Ethausva o Ithavusva era la divinità etrusca della nascita insieme a Thanur. Corrisponde alla divinità greca Eileithiya. Compare in uno specchio di Preneste.